# Atorella japonica
Atorella japonica är en manetart som beskrevs av Kawaguti och Matsuno 1981. Atorella japonica ingår i släktet Atorella och familjen Atorellidae. Inga underarter finns listade i Catalogue of Life.